# Garmisch Challenger 1995
Il Garmisch Challenger 1995 è stato un torneo di tennis facente parte della categoria ATP Challenger Series nell'ambito dell'ATP Challenger Series 1995. Il torneo si è giocato a Garmisch in Germania dal 6 al 12 marzo 1995 su campi in cemento indoor.

## Vincitori

### Singolare
Nicolas Kiefer ha battuto in finale  Dick Norman con il punteggio di 7–6, 7–6

### Doppio
Lionnel Barthez /  Nuno Marques hanno battuto in finale  Mathias Huning /  Dick Norman con il punteggio di 7–6, 7–6